# Anthony Unger
Anthony Charles „Tony” Unger (ur. 13 czerwca 1938 w Mufulira, zm. 6 marca 2014) – rodezyjski hokeista na trawie, olimpijczyk.
Uczestnik Letnich Igrzysk Olimpijskich 1964, na których reprezentował Rodezję Południową (późniejsze Zimbabwe) w zawodach hokeja na trawie. Zagrał w trzech z sześciu spotkań fazy grupowej. Były to kolejno mecze przeciwko reprezentacjom: Kenii (0–0), Australii (0–3) i Japonii (1–2). We wszystkich spotkaniach zagrał na pozycji prawego łącznika, nie zdobywając gola. Drużyna Rodezji zajęła 6. miejsce w grupie, a w końcowym zestawieniu 11. pozycję ex aequo z Belgią (na 15 startujących reprezentacji).